# Cristo do Abismo

A estátua do Cristo do Abismo na baía de San Fruttuoso, Ligúria.

O Cristo do Abismo (em italiano:  Cristo degli abissi) é uma estátua de bronze de Jesus, submersa desde 1954 no fundo da baía de San Fruttuoso, entre Camogli e Portofino, em Ligúria, na Itália, dentro da área natural da marinha protegida de Portofino, a quinze metros de profundidade.

## História

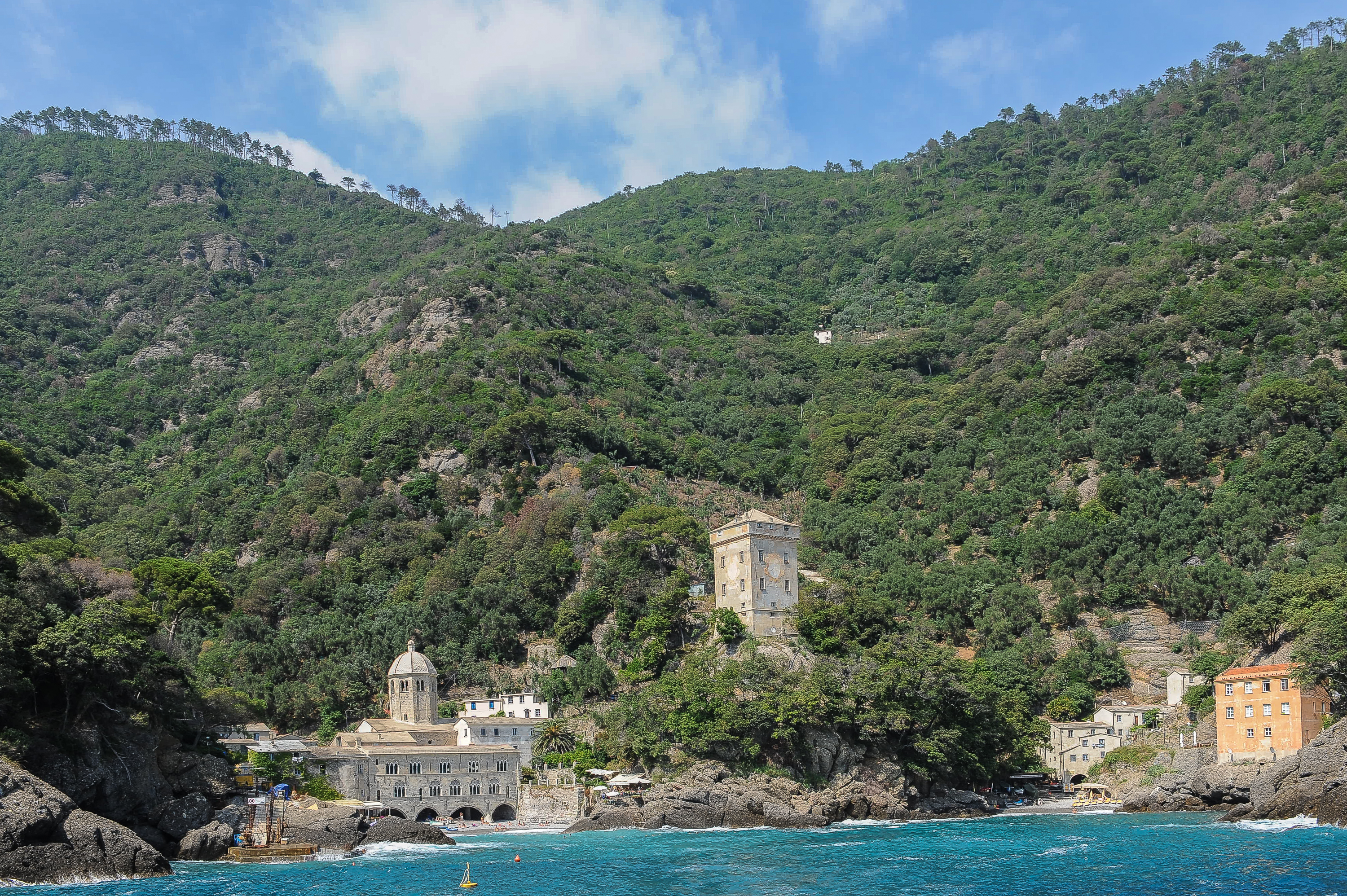
A baía de San Fruttuoso, e a abadia de San Fruttuoso. À direita, submersa no mar, está situada a estátua do Cristo do Abismo.

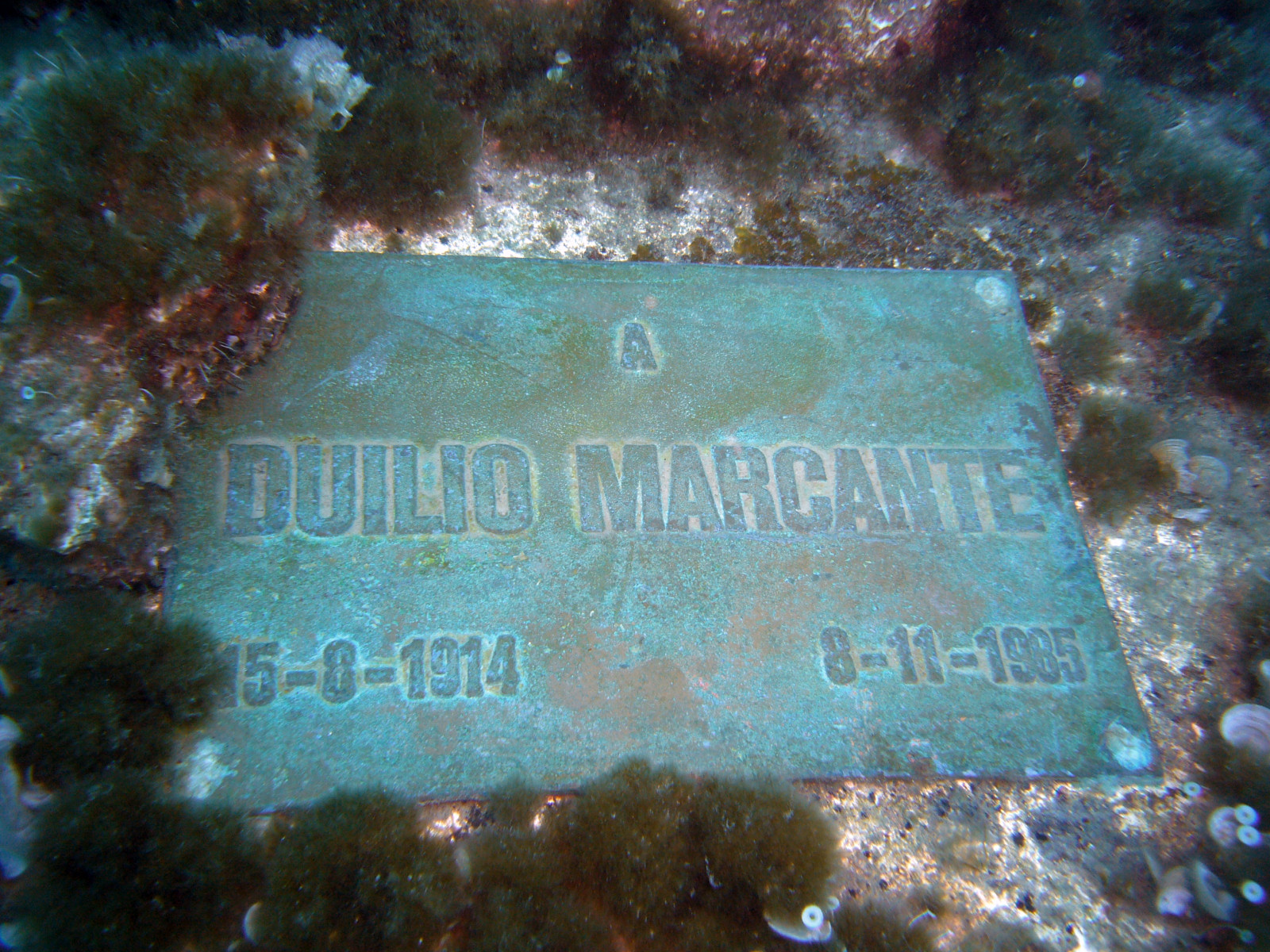
A lápide comemorativa à Marcante, foi posta sobre a base do Cristo do Abismo.

Originalmente, a ideia da estátua nasceu de Duilio Marcante que, após a morte de Dario Gonzatti durante um mergulho em 1950, levou-o a instalar uma estátua de Cristo no fundo do mar. No dia 22 de agosto de 1954, a estátua do Cristo do Abismo é posta na baía de San Fruttuoso, entre Camogli e Portofino.
A construção da estátua de 2,50 metros de altura, foi feita pelo escultor Guido Galletti, e colocada pela Marinha Italiana a uns dezessete metros de profundidade, e levada até o fundo por muitos mergulhadores. As mãos do Cristo, dirigidas para a superfície (ou até ao céu, já que trata-se duma estátua debaixo d'água), encontram-se abertas em sinal de paz.
Para obter o bronze da estátua, foram fundidas medalhas, elementos navais (incluindo as hélices doadas pela Marinha dos Estados Unidos) e sinos. Após a morte de Marcante, uma placa na base da estátua é colocada em sua memória.
Em 2003, a estátua foi restaurada para a proteger da corrosão e dos crustáceos, e especialmente para substituir uma mão que tinha sido quebrada por uma âncora. No dia 17 de julho de 2004, foi novamente recolocada na água sobre uma nova base, a uma profundidade menor do que a anterior.

## Réplicas

Estátua de Cristo do Abismo localizada a dezoito metros de profundidade, em Key Largo.

### San Fruttuoso
Uma cópia da estátua foi colocada na igreja de San Fruttuoso. A estátua de gesso original encontra-se conservada na Marina di Ravenna, no Museu Nacional de Actividades Subaquáticas (Museo Nazionale delle Attività Subacquee).

### Key Largo
Outra cópia da estátua foi colocada na Flórida, em Key Largo, oferecida por Egidio Cressi aos desportistas dos Estados Unidos.

### Lago Palü
No dia 17 de setembro de 1972, uma outra réplica da estátua foi colocada no lago Palü, em Valmalenco, na Itália, para combater o uso indiscriminado da água.

### São Jorge
Existe outra réplica do Cristo do Abismo, num formato um pouco menor e "seco" no porto de São Jorge, a capital da ilha caribenha Granada. Foi doada ao povo de Granada pela companhia de navegação Costa Cruzeiros de Génova, pelo trabalho corajoso e decisivo do salvamento dos passageiros e da tripulação do barco italiano Bianca C, que foi destruído no porto de São Jorge, por causa dum incêndio que aconteceu no dia 22 de outubro de 1961.